# Henning Wieslander
Henning Wieslander, född 2 september 1893 i Torsås i Småland, död 1991, var en svensk bibliotekarie.
Henning Wieslander var son till landsfiskalen  Frans Wieslander och Bertha Löndahl. Han tog filosofie kandidatexamen vid Lunds universitet 1925. Han var stadsbibliotekarie i Halmstad 1932–1936 och centralbibliotekarie i Örebro 1936–1958.
Henning Wieslander gifte sig 1929 med läroverksadjunkten Greta Åsard (1903–1966). Paret hade två döttrar: adjunkten Lena Wieslander och författaren och illustratören Anna Wieslander.